# Kakhovka (huyện)
Huyện Kakhovka (tiếng Ukraina: Каховський район, chuyển tự: Kakhovkas’kyi raion) là một huyện của tỉnh Kherson thuộc Ukraina. Huyện Kakhovka có diện tích 1451 kilômét vuông, dân số theo điều tra dân số ngày 5 tháng 12 năm 2001 là 40104 người với mật độ 28 người/km2. Trung tâm huyện nằm ở Kakhovka.